# Малявкин, Александр Александрович
Алекса́ндр Алекса́ндрович Маля́вкин (род. 27 апреля 1946) — советский футболист, полузащитник.

## Карьера
Воспитанник футбольной академии московского «Динамо». Победитель различных юношеских турниров. В составе дубля бело-голубых выступал с 1964 года, всего в первенстве дублёров сыграл 82 матча и забил 3 гола.
В составе основной команды «Динамо» в чемпионате СССР дебютировал 2 июля 1966 года в матче против «Арарата». Всего сыграл два матча в высшей лиге, оба — в сезоне 1966 года.
С 1968 по 1969 год играл в «Металлисте» во второй группе класса «А». В 1970 был в составе «Торпедо» из Москвы, но не провёл ни одного матча и вернулся в Харьков. В конце карьеры выступал за вологодское «Динамо».

## Личная жизнь
Отец, Александр Фомич (1918—1989), тоже был футболистом и выступал за московское «Динамо».